# Antigone Akgün
Antigone Akgün (* 1993 in Frankfurt am Main) ist freischaffende Regisseurin und Schauspielerin, die gelegentlich auch als Autorin, Performerin und Dramaturgin arbeitet.

## Künstlerischer Werdegang
Akgün absolvierte eine Schauspielausbildung in Griechenland. Im Anschluss studierte sie Theater-, Film- und Medienwissenschaft, Klassische Archäologie, Griechische Philologie und Philosophie an der Goethe-Universität in Frankfurt sowie Dramaturgie (Master) an der Hessischen Theaterakademie. Sie hat u. a. am Schauspielhaus Wien, Ballhaus Ost, Theater Regensburg, Theater Bremen und Nationaltheater Mannheim gearbeitet. 2022 und 2023 war sie Co-Leiterin des Blogs des Theatertreffens der Berliner Festspiele.
Akgün war und ist Teil mehrerer Jurys: Augenblick Mal (2022/2023), Theatertreffen der Jugend (2019–heute), Konzeptionsförderung Darstellende Kunst und Hinweis auf Debütförderung Darstellende Kunst Wiesbaden (2022), Fachkommission KUSS am Landestheater Marburg, Freie Kinder- und Jugendtheater-Jury / Kulturreferat München. Seit Juni 2023 gehört sie dem Vorstand der Dramaturgischen Gesellschaft an.

## Auszeichnungen und Festivaleinladungen
- 2012 Auszeichnung beim internationalen Altphilologie-Wettbewerb Certamen Ciceronianum Arpinas[5]
- 2019 Siegerin des Wettbewerbs „Deutschland schreibt“ der Polytechnischen Gesellschaft[10]
- 2023 Einladung zum Brechtfestival mit ihrer ersten Regiearbeit Leer/Stand – Der Brotladen oder: Wem gehört der Stadtraum?[11]
- 2025 Einladung zum Festival Radikal Jung mit ihrer Regiearbeit Unser Deutschlandmärchen[12]

## Arbeiten (Auswahl)
- 2020 Schauspielerin in Karl und Knäcke lernen Räubern von Kirsten Reinhardt am Ballhaus Ost | Künstlerische Leitung: Sebastian Mauksch[13]
- 2020 Texte für Nathan von Konstantin Küspert am Theater Regensburg | Regie: Cilli Drexel[14]
- 2021 Autorin von Das erste Festmahl beim Hans-Gratzer Wettbewerb am Schauspielhaus Wien | Hörspiel-Regie: Fritzi Wartenberg[15]
- 2021 Dramaturgie für Ich bin der Wind von Jon Fosse am Theater Landungsbrücken Frankfurt | Regie: Kornelius Eich[16]
- 2021 Schauspielerin in IN HER FACE oder Die Autorin ist tot von Akgün/Schassner/Zehaf am Theater Landungsbrücken Frankfurt | Regie: Hannah Schassner[17]
- 2021 Autorin von CHÖRE DES SPEKULATIVEN in den UFER_STUDIOS | Regie: Sebastian Blasius[18]
- 2021 Autorin von body* von und mit dem Mannheimer Stadtensemble am Nationaltheater Mannheim | Künstlerische Leitung: Beata Anna Schmutz[19]
- 2021 Autorin von WE CALL WONDER beim Spielart Festival München | Regie: Christiane Huber[20]
- 2021 Schauspielerin in Zeit des Lebens von Evelyne de la Chenelière am Theater Landungsbrücken Frankfurt | Regie: Kornelius Eich[21]
- 2022 Autorin und Regisseurin von Leer/Stand – Der Brotladen oder: Wem gehört der Stadtraum? am Theater Bremen[22]
- 2022 Autorin von Brennstoff von und mit dem Mannheimer Stadtensemble am Nationaltheater Mannheim | Künstlerische Leitung: Beata Anna Schmutz[23]
- 2022 Performerin in Junge Leute von Sebastian Mauksch & Team am Ballhaus Ost | Künstlerische Leitung: Sebastian Mauksch[24]
- 2022 Schauspielerin in G.Wissen & G.Lesen von Akgün/Schassner/Zehaf am Theater Landungsbrücken Frankfurt | Regie: Hannah Schassner[25]
- 2022/2023 Leitung Stadtkantine am Staatstheater Darmstadt[26]
- 2023 Texte für Yaras Hochzeit am Staatstheater Hannover und am NITE Groningen | Regie: Guy Weizman[27]
- 2023 Regisseurin von Nora oder Ein Puppenheim nach Henrik Ibsen am Gostner Hoftheater in Nürnberg[28]
- 2023 Mitarbeit Dramaturgie bei Nathan der Weise von G. E. Lessing bei den Salzburger Festspielen | Regie: Ulrich Rasche[29]
- 2023 Regisseurin von Der Garten der Lüste von Fiston Mwanza Mujila am Theater Aachen[30]
- 2023 Schauspielerin in Zur Nacht von Evelyne de la Chenelière am Theater Landungsbrücken Frankfurt | Regie: Kornelius Eich[31]
- 2024 FATSUIT – Eine Lecture Performance von Antigone Akgün an den Münchner Kammerspielen
- 2024 Regisseurin von Archiv der Tränen von Magdalena Schrefel am Hessischen Landestheater Marburg[32]
- 2024 Schauspielerin in Normans Norm am Ballhaus Ost | Regie: Sebastian Mauksch[33]
- 2024 Künstlerische Leitung bei ROOTS & ROUTES Cologne[34]
- 2024 Schauspielerin bei Dialoge der Sprachlosigkeit am Schauspiel Hannover[35]
- 2025 Regisseurin von Unser Deutschlandmärchen nach Dinçer Güçyeter am Theater Aachen[36]
- 2025 Regisseurin von Hellas am Rhein? am Hessischen Staatstheater Wiesbaden[37]
- 2025 Dramaturgie für Antigone von Sophokles auf dem Athens Epidaurus Festival | Regie: Ulrich Rasche[38]
- 2026 Regisseurin von Absprung von Rabiah Hussain am Landestheater Detmold[39]